# Sportivo Barracas
Pour les articles homonymes, voir Barracas.
Maillots
Le Club Sportivo Barracas Bolívar, est un club de football argentin, fondé à Bolívar dans la province de Buenos Aires en 1913. 

## Histoire du club
Le club est fondé en 1913 dans l'un des barrio de Buenos Aires à Barracas, en tant que Club Sportivo Barracas. 
Le club joue tout d'abord parmi l'élite du football argentin avant sa professionnalisation en 1931. C'est à partir de cette période que l'équipe devient un des premiers grands clubs à vouloir rester amateur. Cette décision fait du club le champion du championnat amateur en 1932.
Le club connaît par la suite de nombreux problèmes financiers, et il se voit forcé de changer d'endroit, pour San Carlos de Bolívar, non loin de Buenos Aires. 
En 2003, le club change de nom pour le Club Sportivo Barracas Bolívar, et modifie également ses couleurs. Le club entretenait une forte rivalité avec l'autre de son ancien quartier, le Barracas Central, maintenant moins important depuis le déménagement à Bolívar.

## Palmarès
- Championnat d'Argentine amateur :
  - Champion : 1932

## Anciens joueurs
- Roberto Cherro
- Mario Evaristo
- Manny Gómez
- Walter Otta